# Christen Pedersen Aaberg

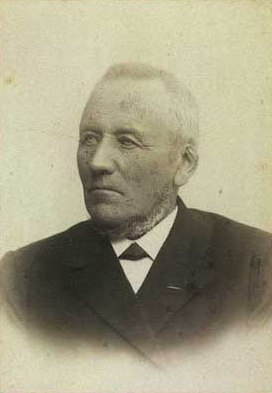
Christen Pedersen Aaberg

Christen Pedersen Aaberg (15. September 1819 in Aaberggaard bei Vemb – 17. Oktober 1897, ebenda) war ein dänischer Gutsbesitzer und Politiker. Er war der Sohn des Gutsbesitzers Peder Christensen Aaberg (1796–1873) und von Maren Christensdatter (ca. 1794–1876), nahm am Dreijährigen Krieg 1848–50 teil und war ab 1860 alleiniger Besitzer des angestammten Hofes, Mitglied des Gemeinderats von Møborg ab 1853 mit wenigen Unterbrechungen bis zu seinem Tod, dessen Vorsitzender ab 1855. Er kandidierte 1859 für das Folketing in Lemvig 1859, wurde 1861 wiedergewählt und repräsentierte den Wahlkreis bis zu seinem Tod. Von 1864 bis 1866 war er Mitglied im Reichsrat.
Er war ursprünglich Mitglied der Bauernfreunde (Bondevennernes Selskab), verließ diese während des Verfassungskampfes 1865–66 und damit Jens Andersen Hansen als einer der „sieben weisen Bauern“ und gehörte seitdem der Mellempartiet und ab Mitte der 1870er Jahre den Rechten (Højre) an. Er war kein großer Redner und wurde nie zu einer führenden Persönlichkeit in der großen Politik, aber er verfügte über solide Sachkenntnisse auf seinem Gebiet und war Mitglied des parlamentarischen Finanzausschusses in den Jahren 1868–77, 1879–84 und 1887–97. Er interessierte sich für Eisenbahnen (er war maßgeblich am Gesetz der Vemb-Lemvig-Eisenbahn von 1874 und an der Verwirklichung der Lemvig-Thyborøn-Eisenbahn im Jahr 1894 beteiligt), den Küstenschutz,  die Heide-Landschaft und deren Bepflanzung, die Schifffahrt auf dem Limfjord, die Mündung des Ringkøbing Fjords etc. und galt in seiner Gegend als Autorität in diesen Fragen. Sein ganzes Leben stand er Lars Dinesen nahe, nahm an den Vergleichsverhandlungen in den Jahren 1893–94 teil und war 1897 einer derjenigen innerhalb der Rechten, der sich am meisten für den Erhalt der Regierung Reedtz-Thott einsetzte. Im Jahre 1890 wurde er als erster echter Bauer Ritter im Dannebrogorden.
Er heiratete am 8. Dezember 1851 in Møborg Kirstine Zilstorff (9. September 1816 in Agergaard, Bøvling Sogn – 5. Februar 1903 in Aaberggaard), Tochter des Musikers und späteren Eigentümers Niels Sørensen Zilstorff (ca. 1778–1843) und von Hanne Harpøth (1789–1848).
Er ist in Møborg begraben. In Lemvig wurde 1899 für ihn ein Gedenkstein in Form einer auf einem Sockel stehenden Steinsäule errichtet. An der Säule befindet sich ein Bronzerelief-Porträt und am Sockel eine steinerne Gedenktafel mit Inschrift. An seinem Grab in Møborg befindet sich ebenfalls ein Bronzerelief-Porträt, das aus dem Jahr 1907 stammt. Sein Porträt ist mit zeitgenössischen Holzschnitten, z. B. aus dem Jahr 1877, dargestellt.